# Steel (1997)
Steel is een Amerikaanse film uit 1997, gebaseerd op het DC Comics personage Steel. De hoofdrol in de film werd vertolkt door Shaquille O'Neal.

## Verhaal
John Henry Irons is een wapenontwerper voor het Amerikaanse leger. Hij komt met het voorstel voor een nieuw soort wapen dat vijanden niet langer doodt, maar hen in plaats daarvan pijnloos uitschakelt. Zijn plan wordt verworpen, en hij neemt ontslag. 
Wanneer hij ziet hoe een criminele bende de door hem ontworpen wapens gebruikt voor misdaden, gebruikt hij zijn vaardigheden en de apparatuur van zijn oom Joe om een misdaadbestrijder te worden. Hij maakt voor zichzelf een speciaal harnas, en trekt ten strijde tegen de straatbende en de persoon die hun de wapens verkocht heeft: Nathanile Burke.

## Cast
| Acteur            | Personage               |
| ----------------- | ----------------------- |
| Shaquille O'Neal  | John Henry Irons/ Steel |
| Annabeth Gish     | Susan Sparks            |
| Judd Nelson       | Nathanile Burke         |
| Richard Roundtree | Oom Joe                 |
| Ray J             | Martin                  |
| Charles Napier    | Kolonel David           |
| Thom Barry        | Sergeant Marcus         |
| Irma P. Hall      | Oma Odessa              |

## Achtergrond
De film werd gezien als een grote mislukking, zowel qua kritiek als financieel. De film werd gemaakt met een budget van 16 miljoen dollar, en bracht slechts 1,686,429 dollar op.

## Prijzen/nominaties
In 1998 werd Steel genomineerd voor de Golden Raspberry Award voor slechtste acteur (Shaquille O'Neal), maar won deze niet.